# Coleophora suaedivora
Coleophora suaedivora é uma espécie de mariposa do gênero Coleophora pertencente à família Coleophoridae.